# Phrynobatrachus auritus
Phrynobatrachus auritus är en groddjursart som beskrevs av George Albert Boulenger 1900. Phrynobatrachus auritus ingår i släktet Phrynobatrachus och familjen Phrynobatrachidae. IUCN kategoriserar arten globalt som livskraftig. Inga underarter finns listade i Catalogue of Life.